# Lithoxus planquettei
Lithoxus planquettei är en fiskart som beskrevs av Marinus Boeseman 1982. Lithoxus planquettei ingår i släktet Lithoxus och familjen Loricariidae. Inga underarter finns listade i Catalogue of Life.